# کوه آلویر
کوه آلویر (به لاتین: Alvier) یک کوه در سوئیس است که در کانتون اپنزل اینرهودن واقع شده‌است. کوه آلویر ۲٬۳۴۳ متر بالاتر از سطح دریا واقع شده‌است.